# آلباتروس ال. ۷۱
آلباتروس ال. ۷۱ (به انگلیسی: Albatros_L.71) یک هواگرد از نوع دوسرنشینه سبک و هواپیمای دوباله ساخت شرکت آلباتروس فلوکتسایک‌ورک در آلمان است. هواگرد آلباتروس ال. ۷۱ نخستین پروازش را در ۱۹۲۵ میلادی انجام داد. در مجموع، تعداد ۲ فروند از این هواگرد ساخته شده‌است.